# Xã Hatton, Michigan
Xã Hatton (tiếng Anh: Hatton Township) là một xã thuộc quận Clare, tiểu bang Michigan, Hoa Kỳ. Năm 2010, dân số của xã này là 933 người.